# Le Premier qui l'a dit
Pour plus de détails, voir Fiche technique et Distribution.
Le Premier qui l'a dit (Mine vaganti) est un film italien de Ferzan Özpetek sorti en 2010.

## Synopsis
Les Cantone sont une famille grande bourgeoise d'industriels des Pouilles,  propriétaires d'une fabrique de pâtes industrielles à Lecce, fondée par la grand-mère. Le benjamin, Tommaso, vit habituellement à Rome où il poursuit des études de lettres (alors que son père pense qu'il fait des études de marketing) et se trouve en séjour dans la demeure familiale, où il a été convoqué par son père pour signer des papiers concernant l'avenir de l'usine. Il ne veut pas s'impliquer dans l'usine, car il sent avoir la vocation d'écrivain et compte profiter d'un dîner familial pour révéler son homosexualité et rompre ainsi avec l'avenir déterminé que lui réserve son père. Il se confie préalablement à son frère aîné, Antonio. Lors du dîner qui se déroule en compagnie de la famille Brunetti avec qui les Cantone sont en affaire, Antonio précède Tommaso pour révéler sa propre homosexualité ! L'aîné est renié par le patriarche qui de rage a un infarctus. Tommaso se retrouve donc forcé de s'occuper des affaires familiales en compagnie de la charmante fille des Brunetti, Alba. C'est alors que son compagnon romain, Marco, lui rend visite à l'improviste accompagné par quelques amis romains homosexuels aux allures maniérées, mais les parents semblent ne rien remarquer...

## Fiche technique
- Titre original : Mine vaganti
- Titre français : Le Premier qui l'a dit
- Réalisation : Ferzan Özpetek
- Scénario : Ivan Cotroneo et Ferzan Özpetek
- Direction artistique : Carlo Rescigno
- Décors : Andrea Crisanti
- Costumes : Alessandro Lai
- Photographie : Maurizio Calvesi
- Son : Roberto Moroni
- Montage : Patrizio Marone
- Effets spéciaux : Tiberio Angeloni
- Musique : Pasquale Catalano
- Production : Domenico Procacci
- Producteur exécutif : Gianluca Leurini
- Sociétés de Production : Fandango (Italie), Rai Cinema (Italie), avec la contribution d'Apulia Film Commission et de la Province de Lecce (Italie)
- Sociétés de distribution : Pyramide Distribution (France), ABC Distribution (Belgique), ABC Distribution (Luxembourg), 01 Distribuzione (Italie)
- Langue : italien
- Format : 35 mm — couleur — 2.35:1 (scope) — son Dolby Digital
- Genre : comédie dramatique
- Durée : 110 minutes
- Dates de sorties :
  - Italie : 12 mars 2010
  - France : 21 juillet 2010

## Distribution
- Riccardo Scamarcio (VFB : Mathieu Moreau) : Tommaso Cantone
- Nicole Grimaudo (VFB : Marie Van R) : Alba Brunetti
- Alessandro Preziosi (VFB : Michelangelo Marchese) : Antonio Cantone
- Lunetta Savino (VFB : Rosalia Cuevas) : Stefania Cantone, la mère
- Ennio Fantastichini (VFB : Patrick Donnay) : Vincenzo Cantone, le père
- Elena Sofia Ricci : Luciana Cantone, la sœur de Vincenzo Cantone
- Ilaria Occhini (VFB : Nicole Shirer) : la grand-mère
- Bianca Nappi (VFB : France Bastoen) : Elena, la sœur de Tommaso
- Daniele Pecci : Andrea
- Carolina Crescentini : la grand-mère dans sa jeunesse
- Massimiliano Gallo (VFB : Michel Hinderyckx) : Salvatore, le mari d'Elena
- Paola Minaccioni (VFB : Delphine Moriau) : Teresa, la bonne
- Emanuela Gabrieli : Giovanna
- Giorgio Marchesi : Nicola
- Matteo Taranto : Domenico
- Carmine Recano (VFB : Bruno Mullenaerts) : Marco, le petit ami de Tommaso
- Gianluca De Marchi : Davide
- Mauro Bonaffini : Massimiliano
- Gea Martire : Patrizia
- Giancarlo Monticelli : Raffaele Brunetti
- Crescenza Guarnieri : Antonietta
- Dario Bandieri
- Ermanno Spera : un infirmier
- Giampaolo Morelli : Vincenzo Mancini

## Production

### Genèse
Le film est écrit par Ferzan Özpetek en collaboration avec Ivan Cotroneo. Il aborde, sur le ton de la comédie, le thème de la famille raconté à travers les épreuves que traverse un clan familial du Salento. C'est le portrait d'une famille méridionale contemporaine, considérée comme un noyau de « bombes à retardement » (mine vaganti en italien), cherchant à faire tomber une série de lieux communs enracinés dans la société italienne.
Son budget de sept millions d'euros a été financé par Fandango en collaboration avec la Rai Cinema ainsi qu'avec la contribution de la région des Pouilles, à travers la Apulia Film Commission.

### Tournage
Les tournages extérieurs ont été réalisés à Gallipoli et Lecce dans les Pouilles.

## Distinctions
Le Premier qui l'a dit a obtenu treize nominations aux David di Donatello 2010, remportant deux statuettes pour les meilleurs seconds rôles (Ilaria Occhini et Ennio Fantastichini) et la même année, il obtient le Prix Spécial du Jury du Tribeca Film Festival. Il a remporté cinq Rubans d'argent et a obtenu une nomination au Prix du public européen des European Film Awards.